# Trichonta perspicua
Trichonta perspicua är en tvåvingeart som beskrevs av Wulp 1881. Trichonta perspicua ingår i släktet Trichonta och familjen svampmyggor. Arten är reproducerande i Sverige. Inga underarter finns listade i Catalogue of Life.